# Periplus
Periplus: An Essay on the Early History of Charts and Sailing Directions, es una obra académica fundamental del barón Adolf Erik Nordenskiöld, publicada en 1897. Este libro representa un hito en el estudio de la cartografía temprana, ofreciendo una exploración integral de cartas náuticas, direcciones de navegación y mapas manuscritos desde la antigüedad hasta mediados del siglo XVII. Nordenskiöld, un destacado geólogo, mineralogista y explorador del Ártico, aportó su rigor científico y su pasión por la exploración a este proyecto, documentando y reproduciendo meticulosamente una amplia gama de mapas históricos. Su trabajo no sólo preserva estos invaluables artefactos, sino que también proporciona información crítica sobre la evolución de la navegación marítima y las técnicas cartográficas. 
El Periplus de Adolf Erik Nordenskiöld sigue siendo un logro monumental en el estudio de la cartografía. Su combinación de rigurosa erudición, reproducciones de alta calidad y análisis profundo ha asegurado su lugar como un recurso clave para cualquier persona interesada en la historia de los mapas, la navegación y la exploración. El trabajo de Nordenskiöld no solo preserva el legado de los primeros cartógrafos, sino que también profundiza nuestra comprensión de cómo los humanos han buscado representar y navegar en su mundo. Tanto para académicos como para entusiastas, Periplus sigue siendo un vínculo vital con la rica y fascinante historia de la cartografía, como, por ejemplo, el Mapamundi de Andrea Bianco y la Geografía de Ptolomeo. 

## Antecedentes
Adolf Erik Nordenskiöld (1832–1901) fue miembro de la famosa familia sueco-finlandesa Nordenskiöld, un linaje de científicos y eruditos. Su carrera estuvo marcada por logros innovadores, incluida su histórica expedición de 1878-1880 a través del Paso del Nordeste, que lo convirtió en el primero en navegar toda la Ruta del Mar del Norte desde Europa hasta Asia. La fascinación de Nordenskiöld por la exploración y la geografía se extendió naturalmente al estudio de los mapas históricos, que consideraba tanto herramientas científicas como artefactos culturales.
Antes de Periplus, Nordenskiöld publicó el Facsimile-Atlas to the Early History of Cartography (trad: Atlas facsímil de la historia temprana de la cartografía) en 1889, una obra fundamental que reproducía y analizaba los primeros mapas con una precisión sin precedentes. Periplus puede verse como una continuación y expansión de este esfuerzo, profundizando en la historia de las cartas náuticas y las direcciones de navegación. El trabajo de Nordenskiöld fue parte de un movimiento más amplio del siglo XIX para documentar y preservar el conocimiento histórico, impulsado por los avances en la tecnología de impresión que permitieron reproducciones de alta calidad de manuscritos antiguos. 

## Contenido y significado
Periplus está estructurado en varias secciones, cada una de las cuales aborda un aspecto distinto de la cartografía temprana. El libro se destaca por la inclusión de más de 60 mapas grandes de doble página y 100 mapas más pequeños adicionales incrustados dentro del texto. Estos mapas abarcan un amplio rango cronológico, desde los antiguos mapamundis grecorromanos hasta los mappae-mundi medievales (mapas medievales europeos del mundo) y los portulanos sumamente detallados del Renacimiento. 
Una de las contribuciones clave de Periplus es su enfoque en los aspectos prácticos de la navegación temprana. Nordenskiöld examina cómo los marineros utilizaban cartas e instrucciones de navegación (a menudo denominadas Periplusi en la antigüedad) para navegar por el Mediterráneo, el Océano Índico y otras regiones marítimas clave. Destaca la transición de los mapas medievales simbólicos y a menudo especulativos a los mapas portulanos, más precisos y funcionales, que surgieron en el siglo XIII y se basaban en la observación directa y en las orientaciones de la brújula.
El trabajo de Nordenskiöld también arroja luz sobre los intercambios culturales y tecnológicos que dieron forma a la cartografía. Por ejemplo, analiza la influencia del conocimiento de navegación árabe y chino en los mapas europeos, así como el papel de las rutas comerciales en la difusión de información geográfica. Sus reproducciones de mapas raros y desconocidos hacen de Periplus un recurso invaluable para comprender la historia interconectada de la exploración, el comercio y la ciencia.
La minuciosidad y precisión del libro han sido ampliamente elogiadas. La meticulosa atención de Nordenskiöld a los detalles y su capacidad para contextualizar los mapas dentro de sus entornos históricos y culturales establecen un nuevo estándar para los estudios cartográficos. Su trabajo superó los esfuerzos anteriores de figuras como Jomard y Viscout de Santarem, quienes también habían intentado catalogar y analizar mapas históricos pero carecían de los recursos tecnológicos y el rigor académico que Nordenskiöld aportó a la tarea.

## Recepción
Periplus ha sido aclamado como una referencia indispensable para historiadores, cartógrafos y geógrafos. Sus reproducciones de alta calidad de mapas, muchos de los cuales antes eran inaccesibles, lo han convertido en una piedra angular de los estudios cartográficos. El libro ha sido particularmente valioso para los investigadores interesados en la transición de la cartografía medieval a la moderna, así como para aquellos que estudian la historia de la navegación y la exploración.
El trabajo de Nordenskiöld también ha tenido un impacto duradero en el campo de la geografía histórica. Al preservar y analizar estos primeros mapas, ayudó a establecer la cartografía como una disciplina que une las humanidades y las ciencias. Su énfasis en los usos prácticos de los mapas —como su papel en la navegación y el comercio— ha influido en estudios posteriores sobre cómo se producía y difundía el conocimiento geográfico.
Además de sus contribuciones académicas, Periplus ha inspirado una apreciación más amplia por el arte y la artesanía de los primeros mapas. Las reproducciones del libro resaltan los intrincados detalles y la belleza estética de la cartografía medieval y renacentista, recordando a los lectores que los mapas no son sólo herramientas científicas sino también artefactos culturales que reflejan los valores, creencias y aspiraciones de sus creadores.